# Amyema maidenii
Amyema maidenii là một loài thực vật có hoa trong họ Loranthaceae. Loài này được (Blakely) Barlow mô tả khoa học đầu tiên năm 1962.
Đây là loài bản địa Úc và tìm thấy toàn nước Úc ở nội địa (nhưng không phải ở Victoria và Tasmania)